# Мохаммад Худжа
Мохамма́д Худжа́ (араб. محمد خوجة‎, англ. Mohammad Khouja, 15 марта 1982, Саудовская Аравия) — саудовский футболист, вратарь, участник чемпионата мира 2006 года.

## Карьера

### Клубная
Профессиональную карьеру начал в 2002 году в клубе Саудовского первого дивизиона «Охуд» из Медины, вместе с которым в 2004 году занял 1-е место в турнире Первого дивизиона и, тем самым, завоевал вместе с клубом право выступать в Саудовской Премьер-лиге. В 2005 году, после вылета «Охуда» из Премьер-лиги, перешёл в «Аль-Шабаб» из Эр-Рияда, в котором играет по сей день, став за это время с командой чемпионом Саудовской Аравии в 2006 году и обладателем Саудовского кубка чемпионов в 2008 году, а также дошёл с командой до 1/4 финала Лиги чемпионов АФК в 2006 году.

### В сборной
В составе главной национальной сборной Саудовской Аравии выступает с 2004 года. Участник чемпионата мира 2006 года, на котором, однако, на поле так ни разу и не вышел. В 2007 году дошёл вместе с командой до финала Кубка Азии, в котором, однако, саудовцы уступили сборной Ирака со счётом 0:1.

## Достижения
Финалист Кубка Азии: (1)
- 2007

Чемпион Саудовской Аравии: (1)
- 2005/06

Обладатель Саудовского кубка чемпионов: (1)
- 2008